# 河南省立中州大学

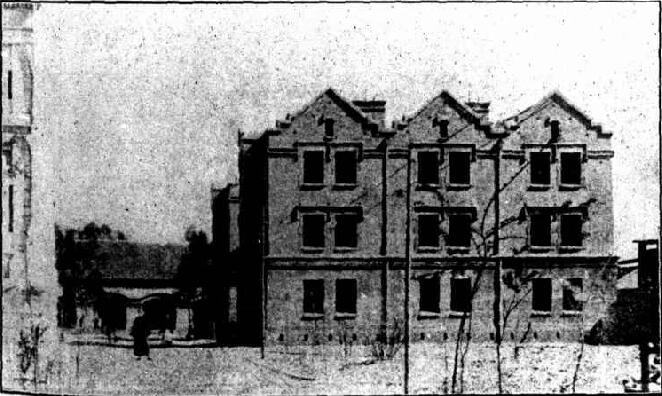
1925年开封中州大学东一斋

河南省立中州大学是中华民国北洋政府时期位于河南开封一所于1923年3月以河南留学欧美预备学校为基础建立的省立综合大学，是河南省历史上第一所现代意义上的大学，至1927年6月被国立开封中山大学取代。

## 历史
1920年代初期，河南省议会批准由本省筹办“河南省立大学”的议案，1921年，大学筹办建议案和简明计划书，拟将河南留学欧美预备学校、河南公立法政专门学校、河南省立农业专门学校合并改建为河南大学，因后两个学校拒绝合并，故未能成事。1922年5月，河南督军冯玉祥将军阀查抄赵倜的财产归公，从中拨出专款作为河南大学的筹备基金，报中华民国中央政府核准。中央政府认为，河南大学接受这些基金须冠以“中州大学”方为合法，河南省议会同意中央意见。中州大学于1923年3月3日举行首次开学典礼。
1926年7月，中国国民党和中国共产党合作与北洋政府展开内战，河南成为主要战区，造成中州大学经费拮据，被迫停课、学生失学。1927年5月4日，开封警备司令刘一飞派军警在中州大学搜查出宣传国共军的小册子和传单后，将中州大学相关职员逮捕，大学宣布暂时停办。1927年6月，在国民党中央政治委员会开封政治分会委员们的提议下开始筹设“国立开封中山大学”。

## 校长
- 张鸿烈：1922.9～1927.6 （期间曹理卿曾短暂代理校长）

## 参看
- 河南留学欧美预备学校